# Olhynka
Olhynka (ukrainien : Ольгинка, russe : Ольгинка, Olguinka, nom formé sur le prénom Olga) est une commune urbaine de l'oblast de Donetsk, en Ukraine. Elle compte 2 975 habitants en 2021 et fait partie du raïon de Volnovakha.
Elle est administrée par la république populaire de Donetsk.

## Géographie
La commune se situe sur la rive orientale de la rivière Soukha Volnovakha, qui appartient au bassin versant du fleuve côtier Kalmious. Elle se trouve à 10,5 km au nord de la ville de Volnovakha, et à 40,5 km au sud-ouest de la ville de Donetsk.

### Communauté territoriale
Un certain nombre de communes dépendent de la communauté territoriale d'Olhynka, dont à l'ouest de celles de Blahodatne, de Volodymyrivka et de Hrafske, au nord-est celle de Novotroïtske.